# Corticaria impressa
Corticaria impressa är en skalbaggsart som först beskrevs av Olivier 1790.  Corticaria impressa ingår i släktet Corticaria, och familjen mögelbaggar. Arten är reproducerande i Sverige.

## Bildgalleri

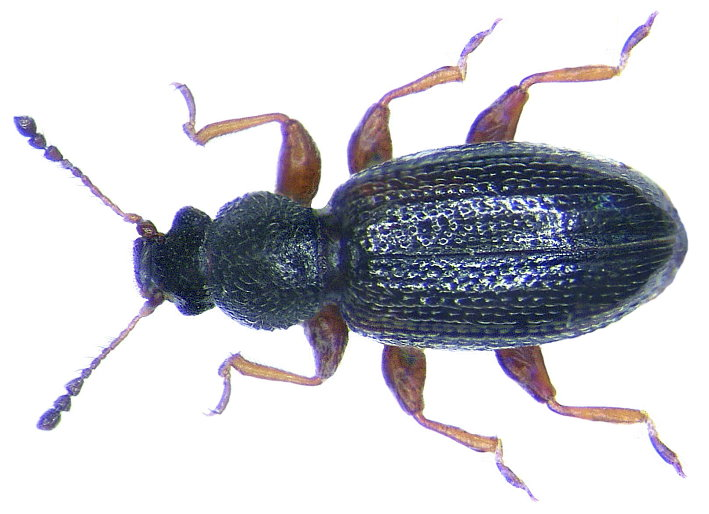